# Roosevelt-Insel
Die Roosevelt-Insel (engl. Roosevelt Island, auch Roosevelt Ice Rise) ist eine Eiskuppel in der Antarktis. Sie liegt im Ross-Schelfeis, dem südlichen, permanent gefrorenen Teil des Rossmeeres und ist vollständig vergletschert. Ihre Nordspitze ist nur fünf Kilometer von der früheren Bucht der Wale (Schelfeisabbruchkante) entfernt, wo die US-Stationen Little America standen. Die Roosevelt-Insel hat eine Fläche von etwa 7500 km² (mehr als doppelt so groß wie Mallorca). Das Eis über dem zentralen Bergkamm erreicht eine maximale Höhe von 550 Metern. Entgegen ihrem Namen ist die Roosevelt-Insel keine Insel, da das Land etwa 200 Meter unter dem Meeresspiegel liegt, sondern nach der Berkner-Insel die zweitgrößte Eiskuppel der Erde.
Ihr Entdecker Richard E. Byrd benannte sie 1934 nach dem damals amtierenden US-Präsidenten Franklin D. Roosevelt. Die Tagebuchaufzeichnungen des Geologen Raymond Priestley legen nahe, dass die Eiskuppel bereits während der Nimrod-Expedition (1907–1909) unter Ernest Shackleton als Landmasse gesichtet, jedoch nicht als eigenständige Landmasse identifiziert wurde.
In den 1960er Jahren wurde von amerikanischer Seite eine Schutzhütte auf 80°11' S, 161°39' W. sowie die Margaret Automatic Weather Station auf 80°00' S, 165°00' W (ursprünglich Roosevelt Island AWS) errichtet.